# Најдужа вожња
Најдужа вожња (енгл. The Longest Ride) амерички је љубавни драмски филм који је режирао Џорџ Тилман Млађи (енгл. George Tillman, Jr.), заснован на роману који је написао Николас Спаркс (енгл. Nicholas Sparks). Сценарио је написао Крејг Болотин (енгл. Craig Bolotin). У филму глуме Скот Иствуд (енгл. Scott Eastwood), Брит Робертсон (енгл. Britt Robertson), Мелиса Беноист (енгл. Melissa Benoist), Глорија Рубен (енгл. Gloria Reuben). Филм је приказан 10. априла 2015.

## Радња
Лук Колинс кога тумачи Скот Иствуд (енгл. Scott Eastwood) је био професионални јахач на турнеји, где је тешко рањен. Годину дана након опоравка, почео је поново да јаше и упознао је Софију. Након тога присуствује представи у којој она учествује. Она је обожавалац уметности. Живи у кући сестринства која је обезбеђена у Њујорку. На путу ка кући, видела је удес аутомобила у шуми и покушала је да спаси старијег човека који је био унутра. Софија извлачи кутију плетеног прућа из возила. Док је био у болници Софија је стално посећивала човека кога су она и Лук спасили Ајру Левинсона кога тумачи Алан Алда (енгл. Алан Алда). Он објашњава да у кутији постоје слова, које је написао као тинејџер, а она је хтела да их прочита.
Они причају причу о томе како је срела свог покојног супруга Рута (енгл. Oona Chaplin). Лук налази стару фотографију која је пала из кутије у његовом аутомобилу и тражи да му се однесе у болници. Рут жели велику породицу и саопштава јој да одлази да се бори у Другом светском рату. Међутим, Ира је рањен током напада и касније му лекари саопштавају да више не може има деце. Та вест је изазвала удаљеност између њега и Рута, јер он зна колико она жели да постане мајка. Они одлучују да без обзира на све раде и да живе заједно. Украшавали су куће многим сликама које Рут воли. Луке наставља са јахањем бикова, без обзира на ризик да поново буде повређен, док су он и Софија и даље заљубљени. Она добија позив од свог шефа у Њујорку, где он захтева да присуствују изложби у Шарлот следеће недеље. Док су тамо, Луке зове шефа, који изазива свађу између њих. Они говоре о томе како су њихови светови толико различити. Софија иде у Ира за савет. Рут је школски учитељ који је постао веома везан за дечака у свом одељењу. Он долази из разведене породице. Она и Ира почињу да причају о томе да га усвоје и, на крају, Рут одлучује да желе да га усвоје, али његов чувар то не дозвољава.
У међувремену, Лук се опет повређује и због чега жури у болницу. Софија одлази у Њујорк, где добија позив да је повређен и одлази да га види. Луке јој саветује да више не вози, али одбија да прихвати да је његова каријера готова. Након расправе, Лука и Софија се растају.
Једног јутра, сада осамдесет година стар, Ира се буди и жели да пронађе Рута, међутим он је умро. Он кутију копија свих слика које су заједно прикупили одлучује да их прода на аукцији. Једне ноћи, једна жена куца на врата и тврди да је супруга Даниела. Дете које су усвојили када су били млађи, хтела да обавести да је Рут умро. Она му даје портрет Даниела коју је он насликао. Фотографију Данијела држи од Ира и Рута (коју Лука проналази у свом аутомобилу на дан несреће) са поруком која гласи: "Рут Левинсон, трећи разред. Рекла ми је да могу да будем оно што сам хтео кад порастем". Данијел је постао професор.
Софија наставља своје студије, и Лук наставља са својим послом. Обојица добијају телефонски позив од Ира ,адвоката, да их обавести да је Ира умро и да ће бити аукција. Луке осваја своју последњу вожњу, али се осећа разочарано јер Софија није тамо са њим. Он је тада одлучио да оде на аукцију, где је купио прву слику. Срећу се. Софија и Луке разговарају, а он јој говори да више неће возити јер оно што он заиста жели је да буде са њом. Помирили су се. Годину дана касније, Лука и Софија, су у браку. Направио је музеј посвећен Ири и Руту и ранч је сачуван.

## Улоге
- Скот Иствуд као Лук Колинс
- Брит Робертсон као Софија Данко
- Алан Алда као Ајра Левинсон
- Џек Хјустон као млади Ајра
- Уна Чаплин као Рут
- Мелиса Беноист као Марсија
- Лолита Давидович као Линда Колинс
- Глорија Рубен као Ејдријен Френсис
- Бери Ретклиф као аукционар
- Брет Едвардс као Џаред Мидлтон
- Хантер Берк као Дејвид Стајн
- Алина Лиа као Брук

## Продукција

### Развој
У априлу 2014. године, Твентит сенчури фокс поставио је да филмска адаптација буде пуштена 10. априла, 2015. године, са Џорџ Тилман Мл. у завршним преговорима да режира, Крег Болотин прилагођавање сценарија, и Брит Робертсон, као Софија Данко, Уна Чаплин као Рут, Скот Иствуд као Лук Колинс, Џек Хјустон као млади Ајра, и Алан Алда, као стари Ајра.

### Снимање
Главна фотографија почела је 16. јуна 2014. године, у Вилмингтон и Винстон-Сејлем, Северна Каролина. Дана 28. јула, снимање је почело у Јексонвилу, где је снимана главна Родео сцена. Посада се затим преселила у Винстон-Салем у Лоренс Џоел Ветеранс Мемориал Колосеум.

## Објављивање
Први трејлер је објављен у децембру 2014. године , и био је везан за позоришна приказивања у шуми , а касније Дивергентне серије: боевик, између осталог.

## Одзив

### Благајна
Најдужа Вожња је зарадио $ 37.446.117 у Северној Америци и $ 25.498.698 другим територијама на светском нивоу укупно $ 62.944.815.
У свом уводном викенда, филм је зарадио $ 13.019.686, завршивши трећи на благајни иза Брзи и жестоки 7 ($ 59,5 милиона долара) и кућа ($ 18,5 милиона).

### Критичка рецепција
Најдужа Вожња је добио негативне критике од критичара. На преглед агрегатору сајту Ротен Томатоес, филм има рејтинг од 30%, на основу 109 критике, са просечном оценом од 4,4 / 10. критичан консензус на сајту гласи, "Најдужа Вожња је мање манипулативна од просечног Николас Спаркс филма, али је и даље сладуњав и безнадежно неприродан -. то неће бити битно циљној групи" На Метакритик, који додељује нормализован рејтинг, филм има скор од 33 од 100, на основу 30 критике, са назнаком "генерално неповољни коментари". Зарадио је просечну оцену "А" у СинемаСкор анкети на А + до Ф скали, што је прва А оцена коју је Спаркс добио након 11 година од филма Д Нотебоок (2004).

## Кућни медији
Најдужа Вожња је објављена на DVD и Блу-раи 14. јула 2015.

## Признања
| Година | Церемонија              | Категорија                   | Прималац       | Резултат   |
| ------ | ----------------------- | ---------------------------- | -------------- | ---------- |
| 2015   | Награда Избор тинејџера | Избор филма: Драма           | Најдужа вожња  | Номинација |
| 2015   | Награда Избор тинејџера | Избор филмског глумца: Драма | Скот Иствуд    | Освојено   |
| 2015   | Награда Избор тинејџера | Избор филмске глумице: Драма | Брит Робертсон | Номинација |
| 2015   | Награда Избор тинејџера | Избор филма: Брејкаут Стар   | Скот Иствуд    | Номинација |
| 2016   | Награда избор народа    | Омиљени драмски филм         | Најдужа вожња  | Номинација |